# Ernest Gordon Lewis
Ernest Gordon Lewis KCMG OBE (* 26. September 1918 in Otago; † 29. Dezember 2006 in London) war ein britischer Kolonialverwalter neuseeländischer Herkunft.

## Leben
Ernest Gordon Lewis wurde am 26. September 1918 in Otago geboren und wurde an der Otago Boysʼ Grammar School und der University of Otago ausgebildet. Nach seinem Militärdienst zwischen 1939 und 1946 trat er in den Kolonialdienst ein. Er wurde zuerst als Kadett in Nigeria ernannt. Als er 1955 Verwaltungsbeamter wurde, wurde er für drei Jahre als Kommissar der Turks- und Caicosinseln eingesetzt. 1960 wurde er zum Staatssekretär auf denselben Inseln ernannt.
Zwischen 1971 und 1975 diente er als Gouverneur des britischen Überseegebiets der Falklandinseln im Streit mit Argentinien und im gleichen Zeitraum als Hochkommissar für das britische Antarktisgebiet.
Während seiner Regierung auf den Falklandinseln, unterzeichneten die Regierungen Argentiniens und des Vereinigten Königreichs im Rahmen der Verhandlungen über die Übertragung der Souveränität der Falklandinseln die „Gemeinsame Erklärung über die Kommunikation zwischen den Falklandinseln und dem argentinischen Festlandgebiet“. Am 1. Juli 1971 wurde eine Reihe an praktischer Maßnahmen umfasst, die den Personen- und Warenverkehr zwischen dem Festland und den Inseln in beide Richtungen erleichterten und den Aufbau kultureller, sozialer und wirtschaftlicher Beziehungen zwischen den Inselbewohnern und dem Rest Argentiniens förderten. Den Vereinbarungen folgen die argentinischen Staatsunternehmen Líneas Aéreas del Estado, YPF und Gas del Estado. Sie begannen in Stanley zu operieren und kontinentale argentinische Lehrer begannen, Spanischunterricht anzubieten.
Auf den Inseln beschrieben ihn die Falkländer als „einen vorsichtigen Mann, der manchmal unorthodox sein konnte“. Er benutzte oft eine Metapher über „Öl in unruhige Gewässer gießen“, was den Widerstand der Inselbewohner gegen die Abkommen von 1971 zum Ausdruck brachte, obwohl nicht alle mit seiner Politik einverstanden waren.
Am ersten Jahrestag der Eröffnung der ersten Landebahn am Flughafen Port Stanley, im Jahre 1973, wurde der Stabschef der argentinischen Luftwaffe, Brigadier Roberto Donato Bortot, von Gouverneur Lewis empfangen.
Er starb am 29. Dezember 2006 in London. Seine sterblichen Überreste wurden eingeäschert.